# 香月杏珠
香月 杏珠（こうづき あんじゅ、2001年11月14日 - ）は、日本のグラビアアイドル、元ジュニアアイドル。大阪府出身。バンビーナ所属。

## 略歴・人物
2013年、小学6年生時に芸能プロダクション「バンビーナ」に加入し、ジュニアアイドルとしてデビュー。グラビアを中心に活動を始める。
ジュニアアイドルユニット「いもうとシスターズ」のメンバーで関西3期生。
2021年5月、週刊プレイボーイ選定・グラドルちっぱい番付において西の関脇に選出。
2014年1月、女性アイドルグループ「関西flavor」（かんさいふればー、2023年 - ）に追加メンバーとして加入。
2024年8月、翌9月をもってグラビアアイドル活動終了し所属事務所も退所すると表明（なおグラビア以外の芸能活動は継続していく意向としている）。
趣味はストレッチとファッションコーディネート、特技はバレエとタップ。
『君のことを知りたくなる』を撮影した写真家の人は「自分と誕生日が近い人」だったと述べており、印象に残っていると述べている。

## 作品

### DVD&BD
- 初写 香月杏珠（2013年12月10日）
- いもうと目線 杏珠とふたりっきり 目線をそらすな、ボクの妹…（2014年2月28日）
- 初めてのChu 香月杏珠（2014年3月10日）
- いもうと目線 杏珠とふたりっきり 目線をそらすな、ボクの妹… Part2（2014年4月25日）
- 常夏パラダイス 香月杏珠（2014年5月10日）
- 常夏パラダイス Part2 香月杏珠（2014年6月25日）
- ニーハイコレクション 〜絶対領域〜 香月杏珠（2014年7月25日）
- ニャンこれ 香月杏珠（2014年9月10日）[8]
- 夏少女（2014年11月10日）
- 夏少女 Part2（2014年11月10日）
- ニーハイコレクション 香月杏珠 Part2（2014年12月10日）
- いもうと目線 杏珠とふたりっきり 目線をそらすな、ボクの妹… 香月杏珠 Part3 Blu-ray版（2014年12月20日）
- 天真爛漫 香月杏珠（2015年2月10日）
- 天真爛漫 香月杏珠 Part2（2015年3月10日）
- ニーハイコレクション 香月杏珠 Part3（2015年4月25日）
- 夏少女 Part3（2015年5月25日）
- ひとりじめ（2015年7月10日）
- 天真爛漫 香月杏珠 Part3（2015年8月10日）
- 夏少女 Part4（2015年9月10日）
- ひとりじめ Part2（2015年10月10日）
- 夏少女 Part5（2015年11月10日）
- 天真爛漫 香月杏珠 Part4（2015年12月20日）
- ニーハイコレクション 〜絶対領域〜 香月杏珠 Part4（2016年2月25日）
- ニャンこれ part2 香月杏珠（2016年3月25日）
- 天真爛漫 香月杏珠 Part5（2016年4月10日）
- ニーハイコレクション 〜絶対領域〜 香月杏珠 Part5（2016年5月10日）
- 天真爛漫 香月杏珠 Part6（2016年6月10日）
- ニーハイコレクション 〜絶対領域〜 香月杏珠 Part6（2016年7月10日）
- あんじゅと一緒 香月杏珠（2016年8月25日）
- 夏少女 香月杏珠 Part6（2016年9月10日）
- コイビトツナギ 香月杏珠（2016年10月25日）
- 天真爛漫 香月杏珠 Part7（2016年12月10日）
- 君のことを知りたくなる（2020年1月25日）
- and you（2020年3月25日）
- クラスメイド（2020年5月25日）
- 杏珠日和（2020年7月25日）
- 好きずき。（2020年9月25日）
- 放課後カノジョ（2020年11月25日）
- for you（2021年1月25日）
- あんちゃんはご主人さま！（2021年3月25日）
- あまえざかり（2021年６月25日）
- あんじゅの日記（2021年8月25日）
- キレイになったね（2021年10月25日）
- ラスト・ティーン（2021年12月20日）
- 8年後のあなたへ（2022年2月25日）
- ハタチの気持ち（2022年4月25日）
- 俺の杏ちゃんに好きと言わせてみたら最高だった（2022年9月25日）
- 僕が杏珠で、杏珠が僕で（2022年11月25日）
- ニーハイコレクション ～新章～（2023年1月25日）
- ふれたいおなか（2023年4月25日）
- 乙女のはにかみ（2023年11月25日）
- シンデレラストーリー ～杏ちゃんの育乳日記～（2024年2月25日）
- 風薫る（2024年5月25日）
- ほなね。（2024年11月25日）

## 出演

### テレビ番組
- なるみ・岡村の過ぎるTV（朝日放送）

### 映画
- あこがれ（短編映画） - 杏 役[9] 共演：佐々木桃華

### 雑誌
- ドリームガールズ（メディア・パル）
- カメラマン（モーターマガジン社）
- まるごとディズニー vol.2（KADOKAWA）

### ミュージカル
- ズボン船長
- おかまちコメディショー2 大阪公演

### イベント
- DREAM KIDS Collection2014 1st Stage
- DREAM KIDS Collection2015